# Odontocarya tamoides
Odontocarya tamoides là một loài thực vật có hoa trong họ Biển bức cát. Loài này được (DC.) Miers mô tả khoa học đầu tiên năm 1864.